# Clayton Anderson
Clayton Conrad Anderson (23 de febrero de 1959, Omaha, Nebraska) es un astronauta de la NASA. Llegó al espacio el 10 de junio de 2007 en la misión STS-117, donde reemplazó a Sunita Williams como miembro de la tripulación de la Expedición 15. Anderson es el primer y único astronauta de Nebraska. También fue el único en ser rechazado quince veces por la NASA antes de ser aceptado en 1998. Se retiró de la NASA en enero de 2013 después de quince años de servicio.
Se graduó de Ashland-Greenwood High School en 1977; recibió una licenciatura en ciencias (cum laude) en física en la Universidad de Hastings, Nebraska, en 1981 y una maestría en ciencias en ingeniería aeroespacial en la Universidad Estatal de Iowa en 1983.

## Carrera
La NASA lo seleccionó como candidato a astronauta en junio de 1998, y comenzó su formación en agosto de ese año. Antes de ser asignado a un vuelo espacial, fue parte de la tripulación de apoyo para la ISS Expedición 4, proporcionando apoyo en tierra en las tareas técnicas, además de apoyar a las familias de la tripulación. Anderson también sirvió como representante de la Oficina Astronauta para el sistema de energía eléctrica de la estación. En noviembre de 2002, Anderson completó su formación en el programa de Habilidades de actividad extravehicular (EVA). Fue seleccionado como ingeniero de vuelo de la Expedición 12, Expedición 13 y la Expedición 14 a la Estación Espacial Internacional. En junio de 2003, Anderson sirvió como acuanauta durante la misión NEEMO 5 a bordo del laboratorio submarino Aquarius, viviendo y trabajando bajo el agua durante catorce días. Fue un especialista de misión en la misión STS-131, lanzada en abril de 2010. La carga útil principal de esta misión fue un módulo logístico multipropósito cargado con suministros y equipos para la Estación Espacial Internacional.

### Estación Espacial Internacional
Anderson fue miembro de la tripulación de la Expedición 15 y pasó 152 días a bordo de la Estación Espacial Internacional, viajando a bordo del transbordador Atlantis como especialista 5 de la misión STS-117 el 8 de junio de 2007, y permaneció a bordo como miembro de la tripulación de la Expedición 16, antes de regresar a la Tierra a bordo del Discovery en la misión STS-120 el 7 de noviembre de 2007. Dos de las fotos que tomó durante sus paseos espaciales en julio y agosto de 2007 fueron listadas en la galería de fotos de Popular Science como de las mejores selfies de astronautas.